# Alain Caron (hockey sur glace)
Pour les articles homonymes, voir Alain Caron (homonymie) et Caron.
Ne doit pas être confondu avec Alain Carron.
Alain Caron (né le 27 avril 1938 à Dolbeau, Québec, Canada) et mort le 18 décembre 1986 à Chicoutimi, est un joueur canadien de hockey sur glace. Il évoluait au poste de Ailier droit.  Il a évolué durant deux saisons dans la Ligue nationale de hockey avec les Seals d'Oakland et les Canadiens de Montréal et dans l'Association mondiale de hockey avec les Nordiques de Québec, les Stags du Michigan et les Blades de Baltimore. Il a réussi 3 saisons de plus de 70 buts dans sa carrière.

## Carrière
Alain Caron commence à jouer au hockey dans sa ville natale, à Dolbeau. Il est le gardien de but de l'équipe de la ville, les Castors de Dolbeau jusqu'à l'âge de 15 ans.
En 1955-1956, il joue son hockey junior avec les Dragons de Dolbeau dans la Ligue de hockey du Lac-Saint-Jean. Malgré avoir manqué des matchs, en 1956-1957, il réussit à produire 69 buts, 28 passes pour 97 points en 45 parties avec les Castors de Dolbeau.  Il est surnommé Boom-Boom comme celui que portait Bernard Geoffrion avant lui. Il n'est devancé que par Jean-Claude Tremblay qui marque 71 buts pour le National de Port-Alfred. Le  lancer-frappé de Caron est comparable à celui de Bobby Hull.
Les deux saisons suivantes, il s'aligne avec les Saguenéens de Chicoutimi dans la Ligue de hockey du Québec, une ligue junior.Avec eux, il a des saisons de 17 et de 33 points.

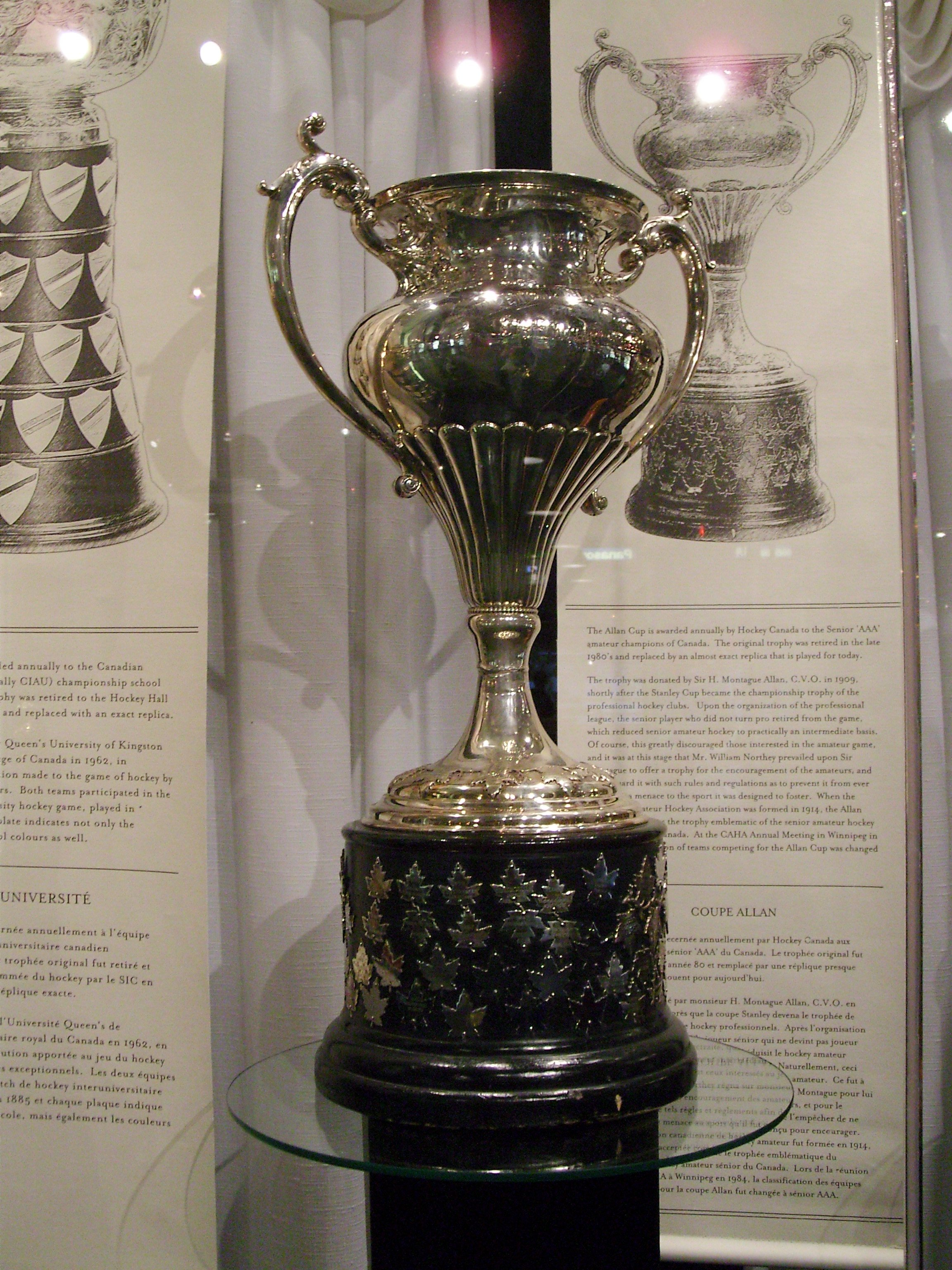
La Coupe Allan, Caron a tenté de la remporter avec son équipe

En 1959, la carrière professionnelle de Caron débute lorsqu'il qu'il est échangé par Chicoutimi à Québec pour de l'argent. Il évolue pour les As de Québec dans la Ligue américaine de hockey. il est de l'alignement durant 38 parties. Il joue 10 parties durant les deux saisons suivantes pour l'équipe de Québec. Outre à Québec, il joue, en 1959, pour les Thunderbirds de Sault Saint-Marie de l'Eastern Hockey League. Il joue de même avec cette équipe l'année suivante où il produit 17 points. Caron s'impose offensivement en 1961 chez les Ramblers d'Amherst dans la Ligue de hockey sénior de la Nouvelle-Écosse. Il est le meilleur pointeur et buteur de la ligue avec une production de 76 buts, 46 passes pour 122 points.  Il est nommé dans la première équipe d'étoiles de la NSSHL. Avec les Ramblers, il participe au tournoi de la Coupe Allan avec une production de 9 buts et 4 passes pour 13 points en 8 parties.  L'année suivante, il évolue avec les Braves de Syracuse devenu les Braves de Saint-Louis. Il est le meilleur buteur de l'Eastern Professional Hockey League avec 61 buts. Il est, de nouveau, nommé dans la première équipe d'étoiles de la EPHL.

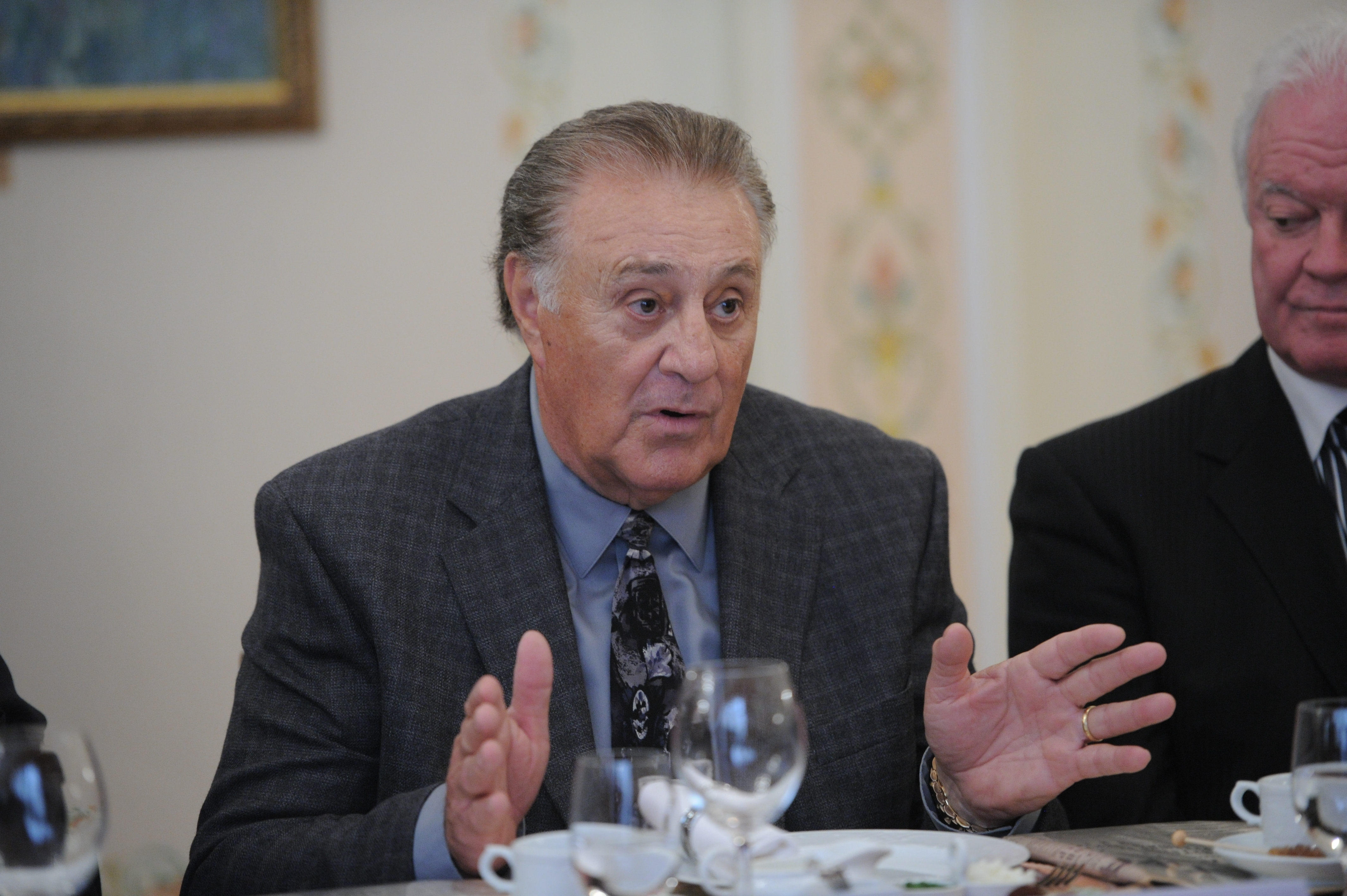
Phil Esposito, ancien coéquipier d'Alain Caron à Saint-Louis

Caron évolue dans la première saison de la Ligue centrale de hockey, en 1963-1964, avec les Braves de Saint-Louis. L'équipe est affiliée avec les Blackhawks de Chicago de la Ligue nationale de hockey. Durant cette première campagne, il connaitra sa deuxième meilleure saison de sa carrière avec une récolte de 77 buts, 48 passes pour 125 points en 71 parties. Il est le meilleur buteur et pointeur de l'équipe ainsi que pour la ligue. Durant cette saison, il n'a pas la chance de graduer avec Chicago car l'équipe est bourrée de talent avec les Stan Mikita, Bobby Hull, Pierre Pilote et de la recrue Phil Esposito. Caron évolue en compagnie d'Esposito durant 40 parties.Il est nommé dans la première équipe d'étoiles de la CPHL.
Malgré une production diminuée de moitié pour la saison 1964-1965, Caron demeure le meilleur pointeur des Braves. En 1965-1966, Caron demeure dans les équipes affiliées des BlackHawks en évoluant avec les Bisons de Buffalo dans la Ligue américaine de hockey. Il connaît une campagne de 76 points, dont 47 buts. Il est le meilleur buteur de la ligue a égalité avec Dick Gamble évoluant à Rochester (New York). Caron est un grand voyageur, il déménage ses pénates une autre fois en 1966-1967 en évoluant avec les Buckaroos de Portland dans Western Hockey League (1952-1974). Il connaît une campagne de 60 points. L'année suivante, il revient à Buffalo où il joue avec les Bisons pour 6 parties. Avec l'arrivée de la saison 1967-1968, la LNH double son nombre d'équipes rivalisant pour la Coupe Stanley. De 6, elle passe à 12. Cette expansion donne la chance à plusieurs joueurs de pouvoir faire ses preuves et d'évoluer pour ces nouvelles équipes. Il est réclamé par les Seals d'Oakland le 6 juin 1967, de Chicago, au repêchage d'expansion de la LNH. Il évolue qu'une seule saison avec cette équipe où il est de l'alignement pour 58 parties. Il a une fiche de 9 buts et 13 passes pour 22 points.
Le 21 mai 1968, il est échangé aux Canadiens de Montréal par les Seals en compagnie de Wally Boyer, des 1er choix au repêchage amateur de 1968 et de 1970  des Seals ainsi que de considérations futures qui seront Lyle Bradley contre Norm Ferguson, Stan Fuller et des considérations futures qui seront François Lacombe et Michel Jacques en juin 1968. Fait étonnant, Caron et Lacombe sont échangés l'un contre l'autre, mais évolueront ensemble, 4 ans plus tard, à Québec. Durant la saison 1968-1969, il joue la majorité de cette campagne avec le club-école des Canadiens, les Apollos de Houston. En 68 parties, il produit 38 buts, 27 passes pour 65 points. Il est le meilleur buteur de l'équipe et le deuxième meilleur pointeur derrière Ernie Hicke. Durant son passage à Houston, il a comme coéquipier, Tony Esposito, le frère de Phil Espositio son ancien coéquipier à Saint-Louis (Missouri). Durant cette campagne, il est le troisième meilleur buteur de la ligue centrale. Parmi son séjour dans l'organisation des Canadiens de Montréal, il a la chance d'enfiler le chandail des glorieux durant 2 parties où il ne produit aucun point. Il porte le numéro 23 qui est porté plus tard par le  capitaine des Canadiens, Bob Gainey.

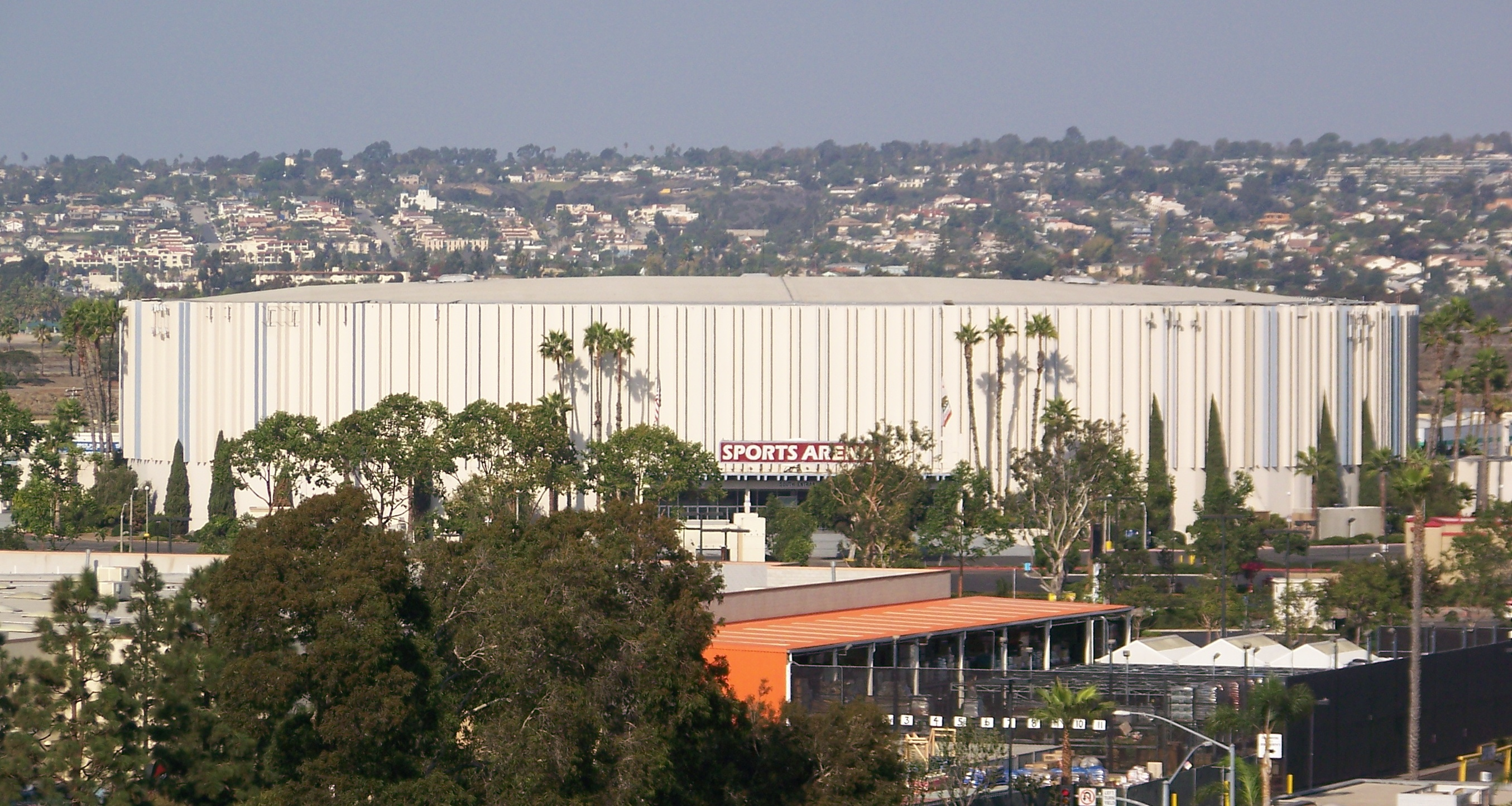
L'aréna des sports de San Diego, aréna des Gulls de San Diego

Caron passe la saison 1969-1970 avec les Voyageurs de Montréal, le club-école des Canadiens dans la Ligue américaine. Il a une fiche de 35 buts, 30 passes pour 65 points et il est le deuxième buteur et pointeur de l'équipe. Il ne reçoit aucun rappel de la part des Canadiens. Le 10 juin 1970, il est réclamé des Canadiens par les Flyers de Philadelphie pour leur club-école des Gulls de San Diego dans la Western Hockey League dans le repêchage inversé.
Il joue la saison 1970-1971 à San Diego où il a une récolte timide de 33 buts, 15 passes pour 48 points. Le 7 juin 1971 il est échangé aux Reds de Providence dans la ligue américaine contre de l'argent. Au lieu de jouer la saison 1971-1972 à Providence, il s'aligne avec les Blazers d'Oklahoma City de la ligue centrale.
Caron a l'intention de prendre sa retraite à la fin de la saison 1971-1972. Il change d'avis avec l'offre de la nouvelle équipe des Nordiques de Québec de la nouvelle ligue rivale de la LNH, l'AMH. Il signe avec eux comme agent libre en août 1972.
À la première saison des Nordiques, Caron est le meilleur buteur avec 36 buts. Il demeure à Québec jusqu'en décembre 1974 où il est échangé aux Stags du Michigan avec Michel Rouleau et Pierre Guité contre Marc Tardif et Steve Sutherland. Avec sa nouvelle équipe, il joue au Michigan, mais dès janvier 1975, il joue à Baltimore dans le Maryland car la franchise est transférée durant la saison pour devenir les Blades de Baltimore. Durant cette saison, il joue un match avec les Blazers de Syracuse dans la North American Hockey League.
Pour la saison 1975-1976, Caron décide d'évoluer avec la nouvelle équipe de la North American Hockey League, les Jaros de la Beauce. Les Jaros sont la troisième équipe professionnelle à évoluer dans la province de Québec. Au premier match de la saison et de l'équipe, le 17 octobre 1975, Caron marque le but gagnant dans une victoire de 8 à 4 contre les Nordiques du Maine . Caron connaît toute une saison avec une fulgurante production. Il connaît une soirée de 4 buts le 22 janvier 1976 contre les Norsemen de Buffalo . Au terme de la saison, il a produit 78 buts, 59 passes pour 137 points. Ça est sa meilleure saison en carrière. Il est le quatrième meilleur pointeur de son équipe et de la ligue derrière ses coéquipiers des Jaros, Joe Hardy qui a 208 points, Richard Grenier avec 160 points, Luc Simard 149 points. Caron est le meilleur buteur de l'équipe et de la ligue avec 78 buts. Il est nommé dans la deuxième équipe d'étoiles de la ligue.
Durant les séries éliminatoires, Caron est tout simplement dominant avec une récolte de 21 buts, 13 passes et 34 points. Il est le meilleur buteur et pointeur de son équipe et le deuxième pointeur des séries éliminatoires. Pendant la demi-finale contre les Blazers de Syracuse, il permet aux Jaros d'éliminer cette équipe avec une production de 4 buts au 4e et dernier match de cette série. Caron et les Jaros affronteront les Firebirds de Philadelphie en finale de la LNAH mais malheureusement ils ne remporteront pas les grands honneurs.
Le match du 14 avril 1976, celui de la victoire de la coupe par les Firebirds de Philadelphie, a une connotation spéciale pour Alain Caron. Sans le savoir. il vient de disputer son dernier match dans le hockey professionnel.
Au printemps 1976, Caron subit une attaque cardiaque qui affaiblit son cœur et ses capacités pour évoluer sur la patinoire. Il décide de prendre sa retraite.
Durant sa carrière professionnelle, toutes ligues confondues, Caron a marqué plus de 1 000 points et plus de 600 buts.

## Vie personnelle et après-carrière
Alain Caron est le fils de Charles Caron et de Yvonne Bouchard. Son père s'est établi au Lac Saint-Jean en 1936 et était originaire de Rimouski.
Il était le père d'un fils né en 1961.
Caron survit à son attaque cardiaque et décide de demeurer avec les Jaros de la Beauce pour leur deuxième saison. Il devient le gérant administratif. Il est avec l'équipe jusqu'à sa dissolution en décembre 1976.
Après la Beauce, il retourne vivre à Dolbeau où il devient représentant pour la brasserie Labatt.
Par la suite, il ira vivre à Chicoutimi où il est le gérant du club de golf de Chicoutimi.
Durant la saison 1980-1981, il est l'entraîneur de l'équipe de hockey du 77 d'Ancienne-Lorette dans la Ligue de hockey Junior B Québec-Métro. Il affronte un ancien coéquipier du temps des Jaros de la Beauce, Jocelyn Hardy, alors entraineur des Cascades de Beauport.
Il participe à des parties de hockey des anciens Nordiques dont en 1981

## Honneurs individuels
Le 13 juillet 1974, Caron est le président d’honneur du premier tournoi de golf régional des Nordiques qui a lieu au Club de golf de Chicoutimi
Le 7 novembre 1976, lors des cérémonies d'avant-match des Jaros contre-les Comets de Mohawk Valley, Alain Caron est honoré pour l'ensemble de sa carrière dans le hockey professionnel ainsi que pour son excellente saison 1975-1976 avec les Jaros. L'ancien numéro 19 des Jaros reçoit, devant les membres de sa famille, des cadeaux incluant, un chèque en dollars canadiens, un tapis le représentant en habit de joueur, une peinture, les clefs de la ville de Saint-Georges .

## Statistiques
| Saison          | Équipe                                | Ligue           |     | Saison régulière | Saison régulière | Saison régulière | Saison régulière | Saison régulière |    | Séries éliminatoires | Séries éliminatoires | Séries éliminatoires | Séries éliminatoires | Séries éliminatoires |
| Saison          | Équipe                                | Ligue           | PJ  | B                | A                | Pts              | Pun              | PJ               | B  | A                    | Pts                  | Pun                  |                      |                      |
| 1956-1957       | Castors de Dolbeau                    | LHJQ            | 45  | 69               | 48               | 117              | 118              | -                | -  | -                    | -                    | -                    |                      |                      |
| 1957-1958       | Saguenéens de Chicoutimi              | LHQ             | 61  | 8                | 9                | 17               | 26               | 6                | 0  | 0                    | 0                    | 0                    |                      |                      |
| 1958-1959       | Saguenéens de Chicoutimi              | LHQ             | 56  | 15               | 18               | 33               | 67               | -                | -  | -                    | -                    | -                    |                      |                      |
| 1959-1960       | Thunderbirds de Sault-Sainte-Marie    | EPHL            | 25  | 10               | 4                | 14               | 4                | -                | -  | -                    | -                    | -                    |                      |                      |
| 1959-1960       | As de Québec                          | LAH             | 38  | 9                | 4                | 13               | 16               | -                | -  | -                    | -                    | -                    |                      |                      |
| 1960-1961       | Thunderbirds de Sault-Sainte-Marie    | EPHL            | 35  | 11               | 6                | 17               | 16               | -                | -  | -                    | -                    | -                    |                      |                      |
| 1960-1961       | As de Québec                          | LAH             | 9   | 5                | 1                | 6                | 2                | -                | -  | -                    | -                    | -                    |                      |                      |
| 1961-1962       | Ramblers de Amherst                   | NSSHL           | 45  | 76               | 46               | 122              | 29               | 4                | 7  | 7                    | 14                   | 4                    |                      |                      |
| 1961-1962       | As de Québec                          | LAH             | 1   | 0                | 0                | 0                | 0                | -                | -  | -                    | -                    | -                    |                      |                      |
| 1962-1963       | Checkers de Charlotte                 | EHL             | 13  | 10               | 5                | 15               | 7                | -                | -  | -                    | -                    | -                    |                      |                      |
| 1962-1963       | Braves de Saint-Louis                 | EPHL            | 54  | 61               | 36               | 97               | 22               | -                | -  | -                    | -                    | -                    |                      |                      |
| 1963-1964       | Braves de Saint-Louis                 | LCHP            | 71  | 77               | 48               | 125              | 22               | 6                | 6  | 2                    | 8                    | 6                    |                      |                      |
| 1964-1965       | Braves de Saint-Louis                 | LCHP            | 60  | 46               | 19               | 65               | 31               | -                | -  | -                    | -                    | -                    |                      |                      |
| 1964-1965       | Bisons de Buffalo                     | LAH             | -   | -                | -                | -                | -                | 5                | 0  | 0                    | 0                    | 2                    |                      |                      |
| 1965-1966       | Bisons de Buffalo                     | LAH             | 72  | 47               | 29               | 76               | 28               | -                | -  | -                    | -                    | -                    |                      |                      |
| 1966-1967       | Buckaroos de Portland                 | WHL             | 71  | 35               | 25               | 60               | 24               | 4                | 0  | 0                    | 0                    | 2                    |                      |                      |
| 1967-1968       | Bisons de Buffalo                     | LAH             | 6   | 8                | 2                | 10               | 2                | -                | -  | -                    | -                    | -                    |                      |                      |
| 1967-1968       | Seals d'Oakland                       | LNH             | 58  | 9                | 13               | 22               | 18               | -                | -  | -                    | -                    | -                    |                      |                      |
| 1968-1969       | Canadiens de Montréal                 | LNH             | 2   | 0                | 0                | 0                | 0                | -                | -  | -                    | -                    | -                    |                      |                      |
| 1968-1969       | Apollos de Houston                    | LCHP            | 68  | 38               | 27               | 65               | 37               | 3                | 0  | 0                    | 0                    | 0                    |                      |                      |
| 1969-1970       | Voyageurs de Montréal                 | LAH             | 71  | 35               | 30               | 65               | 32               | 8                | 2  | 0                    | 2                    | 6                    |                      |                      |
| 1970-1971       | Gulls de San Diego                    | WHL             | 70  | 33               | 15               | 48               | 12               | 6                | 1  | 1                    | 2                    | 4                    |                      |                      |
| 1971-1972       | Blazers d'Oklahoma City               | LCH             | 67  | 22               | 20               | 42               | 28               | 6                | 1  | 0                    | 1                    | 0                    |                      |                      |
| 1972-1973       | Nordiques de Québec                   | AMH             | 68  | 36               | 27               | 63               | 14               | -                | -  | -                    | -                    | -                    |                      |                      |
| 1973-1974       | Nordiques de Québec                   | AMH             | 59  | 31               | 15               | 46               | 10               | -                | -  | -                    | -                    | -                    |                      |                      |
| 1974-1975       | Nordiques de Québec                   | AMH             | 21  | 7                | 3                | 10               | 2                | -                | -  | -                    | -                    | -                    |                      |                      |
| 1974-1975       | Stags du Michigan/Blades de Baltimore | AMH             | 47  | 8                | 5                | 13               | 4                | -                | -  | -                    | -                    | -                    |                      |                      |
| 1974-1975       | Blazers de Syracuse                   | NAHL            | 1   | 1                | 0                | 1                | 0                | -                | -  | -                    | -                    | -                    |                      |                      |
| 1975-1976       | Jaros de la Beauce                    | NAHL            | 73  | 78               | 59               | 137              | 26               | 14               | 21 | 13                   | 34                   | 12                   |                      |                      |
| Totaux LCHP/LCH | Totaux LCHP/LCH                       | Totaux LCHP/LCH | 266 | 183              | 114              | 297              | 118              | 15               | 7  | 2                    | 9                    | 6                    |                      |                      |
| Totaux AMH      | Totaux AMH                            | Totaux AMH      | 195 | 82               | 50               | 132              | 30               | -                | -  | -                    | -                    | -                    |                      |                      |
| Totaux LAH      | Totaux LAH                            | Totaux LAH      | 188 | 99               | 65               | 164              | 78               | 13               | 2  | 0                    | 2                    | 8                    |                      |                      |
| Totaux WHL      | Totaux WHL                            | Totaux WHL      | 141 | 68               | 40               | 108              | 36               | 10               | 1  | 1                    | 2                    | 6                    |                      |                      |
| Totaux EPHL     | Totaux EPHL                           | Totaux EPHL     | 123 | 87               | 47               | 134              | 44               | -                | -  | -                    | -                    | -                    |                      |                      |
| Totaux LHQ      | Totaux LHQ                            | Totaux LHQ      | 117 | 23               | 27               | 50               | 93               | 6                | 0  | 0                    | 0                    | 0                    |                      |                      |
| Totaux LNH      | Totaux LNH                            | Totaux LNH      | 60  | 9                | 13               | 22               | 18               | -                | -  | -                    | -                    | -                    |                      |                      |